# Скнига (погост)
Скнига ( Пятница, или Пятницкий погост) — исчезнувший населённый пункт (село или погост) в Алексинском уезде, Тульской губернии.
В настоящее время территория современного городского округа Серпухов/административно-территориальной единицы город областного подчинения Серпухов с административной территорией (до 2018 года — территория Серпуховского района) Московской области.

## География
Находилось в 80 верстах от Тулы, 40 вёрст от Алексина, 3 версты от станции Ивановка (сов. Тарусская) Московско-Курской железной дороги.

## История
Приход образовался со времени построения в 1769 году селе каменной церкви  в честь Рождества Пресвятой Богородицы. Храм возведён на средства прихожан усердием священника Петра Сумеонова.  В 1885-1889 годах на средства церковного старосты Ивана Николаевича Шибаева, храм был капитально обновлён. В церкви имелась древняя Месточтимая икона в честь святой мученицы Параскевы Пятницы. Штат церкви состоял из священника и псаломщика. Имелось 105 десятин церковной земли и 39 десятин от бывшего село Прокшино.
В приход, кроме села, входили деревни: Волково, Щеболово, Высокое, Прокшино, часть Карпищево и Подмоклое. Общее количество прихожан в 1895 году составляло 315 человек мужского пола и 339 женского.
До революции 1917 г. погост при церкви им. Параскевы Пятницы административно относился к Яковлевской волости Алексинского уезда.
После упадка храма, как населённый пункт исчезает. Последний раз отмечен на военной карте РККА 1941 г. под названием Пятница.
В настоящее время севернее села Волково находится садоводческое некоммерческое товарищество «Скнига», в то время, как исторический погост располагался южнее Волкова.